# Safim (província)
Safim é uma província de Marrocos que faz parte da região de Marraquexe-Safim. Está localizada na costa atlântica do país, ao sul de Casablanca, e tem uma área de 3.633 km² e uma população de 691.983 habitantes (em 2014). A sua capital é a cidade de Safim.

## Limites
Os limites da província são:
- Norte com a província de Sidi Bennour[4].
- Leste com a província de Youssoufia[4].
- Sul com a província de Essaouira.
- Oeste pelo Oceano Atlântico.

## História
Em 2009 a província de Safim foi dividida em duas, sendo criada a nova província de Youssoufia. Antes de 2015 pertencia a região de Doukala-Abda, passando a partir de 2015 a pertencer a região de Marraquexe-Safi.

### Patrimônio histórico

#### Na cidade deSafim
- O Château de Mer (castelo do mar ((Dar el Bahr)), fortaleza construída pelos portugueses em 1523, demolida e restaurada ao longo dos séculos, é considerada um exemplo do estilo Manuelino em Marrocos[5].
- A Chapelle Portugaise é uma igreja de estilo manuelino do início do século XVI.
- Museu de arte cerâmica de Safim.
- As muralhas que circundam a antiga cidade “a Medina”[5].
- O Minarete da medina[5].
- Dar Sultane que data do século XVI[5]
- A igreja portuguesa que é uma antiga catedral construída pelos portugueses em 1519[5].

#### Na na foz do rioOued Tensift
- As muralhas da fortaleza de Souira Kedima, construída no início do século XVI pelos Portugueses.

## Geografia

### Relevo
O território da Província é caracterizado por uma topografia relativamente plana ou ligeiramente ondulado, cujos pontos mais altos dificilmente ultrapassam os 500m altitude. Possui uma faixa costeira de 120 km no Atlântico. A maioria dos lugares no interior está a uma altitude de cerca de 150 a 300 m acima do nível do mar. As maiores elevações da província estão localizadas entre 500 a 600 m acima do nível do mar e estão localizados na área fronteiriça montanhosa da província limítrofe sudoeste de Essaouira. Não há nenhum rio importante na província, além de alguns riachos que se formam apenas depois de chuvas fortes ou prolongadas.
Geologicamente, a Província está dividida em três zonas:
- Sahel: É constituído por dunas consolidadas e cordões dunares do Plioceno e do Quaternário formando a atual costa do mar. São formados por arenito[5]. calcários incrustados, o subsolo é frequentemente constituído por calcário jurássico e às vezes por afloramentos de gesso a leste de Safi[5].
- Planícies: Atrás do Sahel fica a planície de Abda que é a extensão natural em direção ao sul da planície de Doukkala[5]. Este é um conjunto de esmaltes encosta suave que começa atrás do Sahel e se conecta às montanhas de Mouissates[5]. A litologia da planície é composta principalmente por sedimentos recentes do Quaternário que entram na forma de corredores entre o colinas consolidadas[5].
- Colinas e montanhas: Eles dominam a planície de Abda em suas partes ocidentais e Oriental. A planície está ligada às montanhas por encostas acidentadas. Tem no interior de Mouissates a paisagem oferece o aspecto de um planalto cortado por uma antiga rede hidrográfica profunda delimitando encostas íngremes[5]. Esta unidade geomorfológica é constituída por calcários do Jurássico, muitas vezes gesso e termina no Sul pelo Jbel Hadid atravessado pelo Oued Tensift[5].

### Hidrologia

#### Água da superfície
O Oued Tensift constitui o único rio que atravessa o território do Província. Nasce no Atlas e desagua no Atlântico em Souira Kedima. A grande maioria da água de Oued Tensift é descarregada em o Oceano Atlântico por falta de uma barragem que permita a mobilização das suas águas. A província também possui um lago artificial alimentado por um canal ligada à barragem de Imfout (província de El Jadida) destinada ao abastecimento de indústrias Território e População da Provincial de Safim.

#### Águas subterrâneas e o aquífero Sahel-Doukkala
A água subterrânea ocorre em profundidades significativas separadas geralmente da superfície da terra por camadas argilosas e que dificulta a sua exploração; além do lençol freático do Sahel, que é raso e estendendo-se por uma área de 6.350 km2.

### Clima
Safim é uma província semiárida com um verão quente e seco (de maio a novembro) e um inverno húmido e seco temperado (de novembro a abril). Um clima de estepe frio prevalece na área. A temperatura média anual na área é de 22 ° C. O mês mais quente é agosto, quando a temperatura média é de 31°C, e o mais frio é janeiro, com 12°C. A precipitação média anual é de 369 milímetros. O mês mais chuvoso é novembro, com média de 111 mm de precipitação, e o mais seco é julho, com 1 mm de precipitação.

### Florestas
A província possui uma área floresta de aproximadamente 20.696 hectares.

## Demografia
De acordo com os resultados do Censo Geral de 2014, a população da província de Safi era de 691.983 habitantes, representando 15,4% da população da região de Marrakech-Safi e 2% da população de Marrocos. Ainda de acordo com o censo de 2014 a população registrou um aumento médio anual de 0,73% em relação a 2004.

### Estrutura Etária
A população masculina representa 50,7% da população, enquanto a população feminina representa 49,3%. A população em idade ativa (15-59 anos) representa 60,2% da população total. A população idosa (60 anos ou mais) representa 10,6% da população total. 

### População urbana e rural
A distribuição da população urbana e rural é feita da seguinte forma:
| Tipo de residência | 2004    | 2014    | Taxa de crescimento |
| ------------------ | ------- | ------- | ------------------- |
| Urbana             | 319.720 | 345.890 | 0,79%               |
| Rural              | 323.683 | 346.093 | 0,67%               |
| Total              | 643.403 | 691.983 | 0,73%               |

Em 2014, a população urbana representava 50% de toda a população da província.

### Estado Civil
Em 2014 o estado civil da população maior de 15 anos era constituída da seguinte maneira:
| solteiros | Casados | viúvos | divorciados |
| --------- | ------- | ------ | ----------- |
| 53,1%     | 40,9%   | 4,5%   | 1,5%        |

### Educação
Em 2014, a taxa de analfabetismo da província era de 36,5%. Esta taxa é superior ao observado no conjunto de Marrocos (32,2%). Além disso, esconde disparidades entre áreas de residência e sexos. O analfabetismo era mais acentuado nas zonas rurais, 51,2% da população com 10 anos ou mais são analfabetos em comparação com 22,9% nas zonas urbanas. As mulheres rurais têm uma elevada taxa de analfabetismo (63,3%) em comparação com aqueles que residem em áreas urbanas 31,1%.

## Organização administrativa
A província de Safim está dividida em três Municípios e 3 círculos (que por sua vez se dividem em 22 comunas).

### Os Municípios
Os municípios são divisões de carácter urbano.
| Municípios   | Área (em km²) | Habitantes (em 2014) |
| ------------ | ------------- | -------------------- |
| Safim        | 72,79         | 308.508              |
| Sebt Gzoula  | 26,07         | 18.543               |
| Jamaat Shaim | 12,49         | 11.251               |

### Os Círculos
Os círculos são divisões de caracter rural, que por sua vez se dividem em comunas.
| Círculos | Habitantes (em 2014) | comunas                                                                                       |
| -------- | -------------------- | --------------------------------------------------------------------------------------------- |
| Abda     | 122.458              | Bouguedra, El Gouraani, Labkhati, Lahdar, Lamrasla, Lamsabih, Sidi Aissa, Sidi Ettiji, Chahda |
| Gzoula   | 119.507              | Atouabet, El Ghiate, Khatazakane, Laamamra, Lamaachate, Nagga, Oulad Salman                   |
| Hrara    | 111.716              | Ayir ,Dar Si Aissa, Saadla, El Beddouza, Hrara ,Moul El Bergui                                |

#### As Comunas
As comunas são divisões de carácter rural, que se agrupam em círculos.
| Comuna         | Círculo | Área (em km²) | Habitantes (em 2014) |
| -------------- | ------- | ------------- | -------------------- |
| Bouguedra      | Abda    | 246           | 16.014               |
| Chahda         | Abda    | 195           | 10.370               |
| El Gouraani    | Abda    | 124           | 11.291               |
| Labkhati       | Abda    | 192           | 14.324               |
| Lahdar         | Abda    | 106           | 13.870               |
| Lamrasla       | Abda    | 165           | 18.335               |
| Lamsabih       | Abda    | 157           | 11.339               |
| Sidi Aissa     | Abda    | 135           | 10.266               |
| Sidi Ettiji    | Abda    | 150           | 16.649               |
| Atouabet       | Gzoula  | 155           | 10.704               |
| El Ghiate      | Gzoula  | 264           | 25.162               |
| Khatazakane    | Gzoula  | 204           | 16.014               |
| Laamamra       | Gzoula  | 209           | 12.717               |
| Lamaachate     | Gzoula  | 178           | 15.389               |
| Nagga          | Gzoula  | 186           | 22.542               |
| Ouled Salmane  | Gzoula  | 181           | 16.979               |
| Ayir           | Hrara   | 200           | 27.608               |
| Dar Si Aissa   | Hrara   | 115           | 11.946               |
| El Beddouza    | Hrara   | 121           | 14.084               |
| Hrara          | Hrara   | 220           | 26.103               |
| Moul El Bergui | Hrara   | 173           | 15.342               |
| Saadla         | Hrara   | 152           | 16.633               |

##### Principais povoações nas comunas
As principais povoações nas comunas são:
| Povoação  | Comuna    | Habitantes (em 2014) |
| --------- | --------- | -------------------- |
| Laakarta  | Ayir      | 4.369                |
| Bouguedra | Bouguedra | 1.948                |
| Hrara     | Hrara     | 1.271                |

## Economia
O relevo provincial é caracterizado por vastas planícies com solo rico, mas com água subterrânea insuficiente. A agricultura praticada principalmente no interior é caracterizada pela criação de cereais e ovinos. Relativamente a pesca, a província possui dois portos e um desembarque estimado de 36 mil toneladas em 2016. Em termos mineração a província é rica em fosfato. A indústria está concentrada em torno da cidade de Safim. A taxa de desemprego era de 15,6% em 2014, sendo a  taxa de pobreza de 6,1%

## Transportes
Em 2016 a rede viária da província totalizou 877 km, dos quais 85% são pavimentados. A cidade de Safim está ligada por uma rodovia de 140 km a El Jadida.

## Localidades
- Safim
- Souira Kedima